# داریوش (خواننده)
داریوش اقبالی‌ (زادهٔ ۱۵ بهمن ۱۳۲۹) که با نام داریوش شناخته می‌شود، خواننده، آهنگساز و بازیگر ایرانی است که در سبک موسیقی پاپ و راک فعالیت می‌کند. جنس صدای وی باس است. او بنیان‌گذار بنیاد آینه است.

## زندگی

### کودکی و جوانی
داریوش اقبالی در ۱۵ بهمن ۱۳۲۹ در تهران به دنیا آمد. دوران کودکی او در میانه(آذربایجان شرقی) ، کرج و استان کردستان گذشت. پدرش، محمود اقبالی، از ملاکان شهرستان میانه بود. نخستین بار در ۹ سالگی در جشنی در مدرسه‌اش در محله شهرآرا به روی صحنه رفت. او دوران متوسطه را در دبیرستان‌های فارابی، کرج، رازی و دبیرستان آزادگان تهران‌پارس گذراند و در مراسم و همایش‌ها برنامه‌های هنری اجرا می‌کرد.
او در سال ۱۳۴۹ با حسن خیاط‌باشی آشنا شد و همین آشنایی موجب ورود رسمی داریوش به موسیقی حرفه‌ای شد. در همین سال او در ۱۹ سالگی با ترانهٔ به من نگو دوست دارم با آهنگ‌سازی مصطفی جاویدان، به شهرت رسید. نخستین کار مستقل او به نام «نبسته پیمان» با ترانه‌ای از علی گزرسز (رها) و ملودی خودش است.

### پیش از انقلاب
داریوش در نظرسنجی مجله جوانان در سال ۱۳۵۶ به عنوان محبوب‌ترین خواننده ایران برگزیده شد. داریوش همکاری با شماری از چهره‌های موسیقی پاپ ایران مانند منوچهر چشم‌آذر، بابک بیات، فرید زلاند، واروژان، پرویز مقصدی ،بابک افشار، آندرانیک آساطوریان و صادق نوجوکی را نیز در کارنامه خود دارد. ایرج جنتی عطایی، شهیار قنبری، احمد شاملو و اردلان سرفراز نیز از جمله ترانه‌سرایانی هستند که در این دوره با داریوش همکاری داشته‌اند.

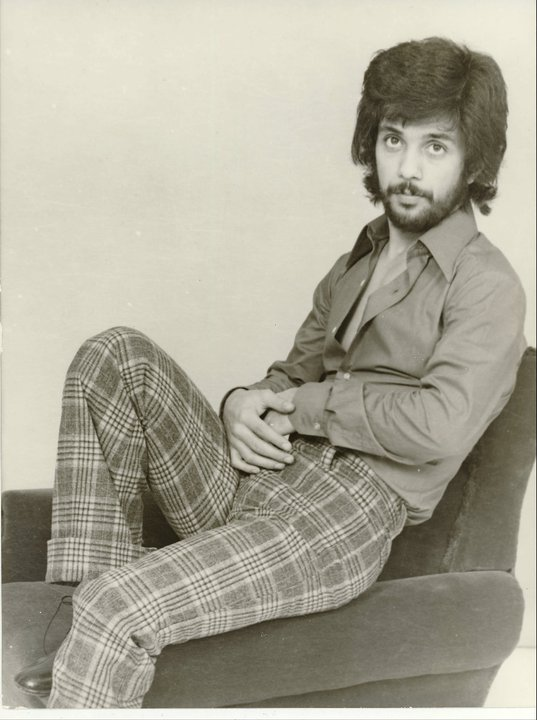
در دوران جوانی

#### زندان
بنا بر ادعای مطبوعات در سال ۱۳۵۳ داریوش به دلیل نگهداری موادمخدر دستگیر شد ولی وی این ادعا را رد کرده و گفته است که در آنزمان معتاد نبوده و به دلیل خواندن آهنگ‌های سیاسی مانند جنگل، بن‌بست، بوی گندم، علی کنکوری و گل بارون‌زده، چندین بار دستگیر و زندانی شد. نخستین بار او، بنا به گفته پرویز ثابتی، دستگیر و پس از دستگیری به مدت ۶ ماه در انفرادی نگاه داشته و پس از ۹ ماه حبس آزاد شد.و این زندان به نفع داریوش بود، چون در زندان تریاک را ترک کرد.

### پس از انقلاب
پس از انقلاب اسلامی در ایران، داریوش که پیش از آن برای معالجهٔ صورت خود (آسیب‌دیده در سوءقصد اسیدپاشی) به لندن سفر کرده بود، دیگر به ایران بازنگشت. وی مانند اغلب خوانندگان پاپ ایرانی، پس از انقلاب ۱۳۵۷ فعالیت خود را در خارج از کشور آغاز نمود. داریوش در وبلاگ شخصی خود، دلیل خروج از ایران را چنین بیان کرده:
«پس از انقلاب ۱۳۵۷ و به دنبال کشتار، خون‌ریزی و خفقان حاکم بر سرزمینم، مجبور به ترک وطن شدم. از آن زمان تا حال، در سفری بی‌انتها، می‌کوشم در کنار هموطنانم سرود ایرانی آزاد را هم‌صدا شوم.»
او در طول سال‌هایی که بیرون از ایران بوده با تشکیل بنیادهایی چون آینه، به حمایت از مبتلایان به اعتیاد برخاسته است.
استفاده از ترانه‌ها و اشعار افرادی نظیر اردلان سرفراز، ایرج جنتی عطایی، شهیار قنبری، سیمین بهبهانی، مینا جلالی، هما میرافشار، زویا زاکاریان و بزرگانی چون مولانا و حافظ شیرازی، پرداختن به موسیقی اجتماعی، خواندن ترانه‌هایی که بار اعتراضی نسبت به وضعیت اجتماعی و سیاسی ایران، از جمله فقر، آزادی و اعتیاد را دارد او را به یکی از پرطرفدارترین خوانندگان ایرانی تبدیل نموده است. یکی از کارهای شاخصی که او در طی مدت همکاری با عبدی یمینی به انجام رساند، بازسازی مجدد برخی از آهنگ‌های دههٔ ۱۳۵۰ بود که با صدای داریوش خوانده شده بود.
مهدی کلهر مشاور فرهنگی دولت محمود احمدی‌نژاد در تاریخ ۲۴ مرداد ۱۴۰۳ در برنامه هفت نقل کرد که در دوران شاه علی خامنه ای به آیت‌الله منتظری گفته است که «من در زندان که بودم هر کس که تازه‌وارد بند می‌شد ترانه بوی گندم داریوش را روی لب داشت و تأثیر این هنرها از منبرهای ما بیشتر است».

## اعتیاد
داریوش پس از سال‌ها اعتیاد، در سال ۲۰۰۰ (۷۹–۱۳۷۸) سرانجام تصمیم به ترک اعتیاد گرفت. ترانهٔ معجزه خاموش اشاره‌ای به همین نقطهٔ عطف در زندگی اوست. اولین برنامه رسمی داریوش به نام آینه در رادیو AFN بود و در سال ۲۰۰۳ سایت بهبودی را که اولین وبگاه ایرانی برای کمک به معتادان و خانواده‌های آنها بود، راه‌اندازی کرد و سپس با همکاری دو پزشک، بنیادی به نام آینه را تأسیس نمود تا به یاری معتادان برود.

### بنیاد آینه
بنیاد آینه، با هدف یاری‌رسانی به معتادان، بیشتر با کمک افرادی که خود زمانی معتاد بوده‌اند، فعالیت می‌کند. در این پایگاه برنامه‌های رادیویی و تلویزیونی نیز تهیه و پخش می‌شود. علاوه بر این، بنیاد آینه سمینارهای مختلفی را نیز جهت پرداختن به مسائل اعتیاد، معتادان و خانواده‌های آن‌ها برگزار می‌کند.

### بشردوستی
داریوش عضو سازمان عفو بین‌الملل است. وی به جز اهمیت به ترک اعتیاد و رهایی به مسائل اجتماعی، پناه‌جویان ایرانی، گروه‌های جوامع اقلیت و کودکان کار نیز توجه دارد. وی در سال‌های اخیر با کمک دانشجویان کمپین حمایت از این افراد را تأسیس نمود.

## جوایز و افتخارات
- جایزه مرکز حقوق بشر در ایران ۲۰۱۴[۱۵]
- جایزه رون سیمونز رِو رونالد رایت، بابت حمایت از حقوق اقلیت سازمان شِر ۲۰۰۵[۱۶]
- تقدیرنامه شهرداری لس آنجلس ۲۰۰۵[۱۷]
- نشان صلح در فستیوال فیلم، موسیقی و رسانه‌های تصویری بحرین[۱۴]

## ترانه‌شناسی

### آلبوم‌ها

کاور آلبوم سال ۲۰۰۰

- به من نگو دوست دارم (۱۹۷۱/۱۹۷۸)
- چشم من (۱۹۷۳/۱۹۷۴)
- مسبب (۱۹۷۵)
- شقایق (۱۹۷۵/۱۹۷۶)
- سال ۲۰۰۰ (۱۹۷۷)
- فریاد زیر آب (۱۹۷۷)
- جنگل (۱۹۷۸)
- گلایه‌ها
- داریوش از وطن می‌گوید (۱۹۸۰)
- خاک خوب من
- سلام ای خاک خوب مهربانی (۱۹۸۰)
- ندیم (۱۹۸۲)
- پرنده مهاجر (۱۹۸۳)
- امروز (۱۹۸۴)
- نازنین (۱۹۸۶)
- خاموش نمیرید (۱۹۸۷)
- خاک خسته (۱۹۸۹)
- نفرین نامه
- نون و پنیر و سبزی (۱۹۹۰)
- زندونی (۱۹۹۱)
- امان از (۱۹۹۲)
- کهن دیارا
- سفره سین (۱۹۹۴)
- بچه‌های ایران (۱۹۹۵)
- آشفته بازار (۱۹۹۶)
- آهای مردم دنیا (۱۹۹۷)
- داریوش و صحنه ۱
- داریوش و صحنه ۲
- کنسرت بزرگ نون و پنیر و سبزی
- گل بیتا (۲۰۰۰)
- معشوق همین جاست (رومی) (۲۰۰۳)
- دوباره می‌سازمت وطن (۲۰۰۳)
- راه من (۲۰۰۵)
- معجزه خاموش (۲۰۰۹)
- دنیای این روزای من (۲۰۱۰)
- تک آهنگ‌های داریوش
- انسان (۲۰۱۱)
- معشوق همین جاست (حافظ) (۲۰۱۲)
- صفر (۲۰۱۶)
- گرگ (۲۰۲۱)

### ترانه‌ها
شعرهای ترانه‌های داریوش از شاعرانی مانند مولوی، حافظ، احمد شاملو، نادر نادرپور، حسین منزوی و سیمین بهبهانی و ترانه‌سرایانی همچون اردلان سرفراز، شهیار قنبری و ایرج جنتی عطایی است. وی با آهنگسازانی چون فرید زلاند، بابک بیات، پرویز مقصدی، اسفندیار منفردزاده، واروژان، آندرانیک، محمد شمس، منوچهر چشم‌آذر، ناصر چشم‌آذر، عبدی یمینی، حسن شماعی‌زاده، بابک افشار، احمد پژمان، داوود بهبودی، صادق نوجوکی، منصور ایران‌نژاد و فریبرز لاچینی همکاری داشته است. داریوش، در آلبوم دنیای این روزای من ترانه‌ای به نام قیصر خواند، که آن را به بهروز وثوقی تقدیم کرد.

### کنسرت‌ها
داریوش کنسرت‌هایی را به اجراء درآورده است.

## فیلم‌شناسی

داریوش در فیلم فریاد زیر آب

داریوش در دو فیلم یاران (۱۳۵۳)، ساخته فرزان دلجو و امیر مجاهد با اجرای ترانهٔ یاران با صدای فریدون فروغی برای این فیلم، و فریاد زیر آب (۱۳۵۶) به همراه فرزانه تأییدی و شهره، به کارگردانی سیروس الوند ایفای نقش کرد و در این فیلم، دو ترانه فریاد زیر آب و اجازه را نیز به عنوان موزیک متن فیلم، مورد اجرا قرار داد.
همچنین داریوش ترانهٔ زندونی را، که جزو ترانه‌های سیاسی او به‌شمار می‌آید، برای فیلم گذر اکبر و ترانهٔ زهره را برای فیلم رهایی خواند.
- یاران، کارگردان: فرزان دلجو
- فریاد زیر آب، کارگردان: سیروس الوند

فیلم فریاد زیر آب تنها فیلم داریوش است، که در آن نقش اصلی دارد. داستان فیلم دربارهٔ ولگردی است که عاشق دختر پولداری می‌شود، ولی بعدها متوجه می‌شود که او در واقع زنی روسپی است که با آدم‌های پولدار کار می‌کند. او سعی می‌کند این زن را از منجلاب بیرون بکشد.

## زندگی شخصی و حاشیه‌ها

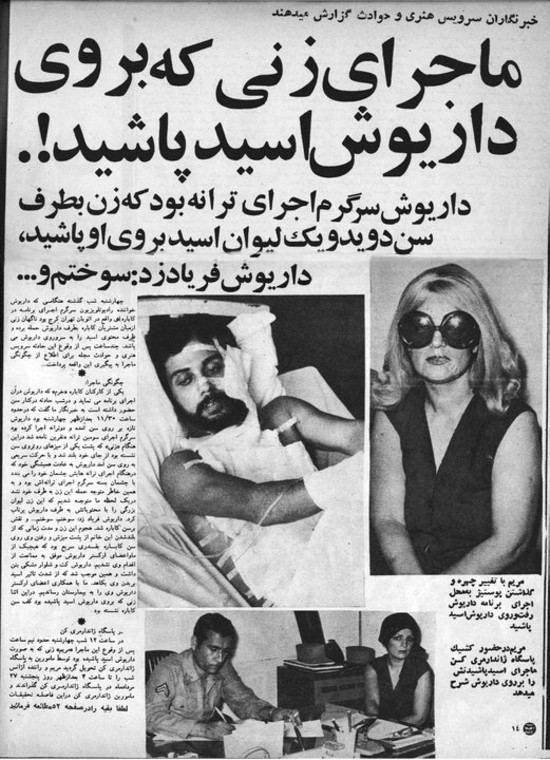
اسیدپاشی زنی به صورت داریوش که مورد بی‌توجهی او قرار گرفته بود. ۲۵ مرداد ۱۳۵۶

داریوش اقبالی به همراه همسرش ساکن لس آنجلس در ایالات متحده آمریکا است و دارای یک فرزند دختر و یک فرزند پسر به نام‌های بیتا و میلاد است.
داریوش اقبالی که در دهه ۵۰ در کاباره‌های تهران و کرج اجراهای زنده برپا می‌کرد. یک شب با یورش یک زن به سوی او قربانی خشونت اسیدپاشی شد.